# يانغ مان
يانغ مان (بالصينية: 杨曼) (2 نوفمبر 1995 - ) هي لاعبة كرة قدم صينية في مركز الوسط، شاركت في الألعاب الأولمبية الصيفية 2016.

## وصلات خارجية
- يانغ مان على موقع الاتحاد الدولي (مؤرشف)  (الإنجليزية)
- يانغ مان على موقع قاعدة بيانات كرة القدم.إي يو (الإنجليزية)
- يانغ مان على موقع Soccerway.com (الإنجليزية)
- يانغ مان على موقع أوليمبيديا (الإنجليزية)
- يانغ مان على موقع اللجنة الأولمبية الصينية (الإنجليزية)